# Kameškirskij rajon
Il Kameškirskij rajon (in russo Камешкирский район?) è un rajon dell'Oblast' di Penza, nella Russia europea. Istituito nel 1928, il suo capoluogo è Russkij Kameškir.